# Pique (corrida)
Pour les articles homonymes, voir Pique.

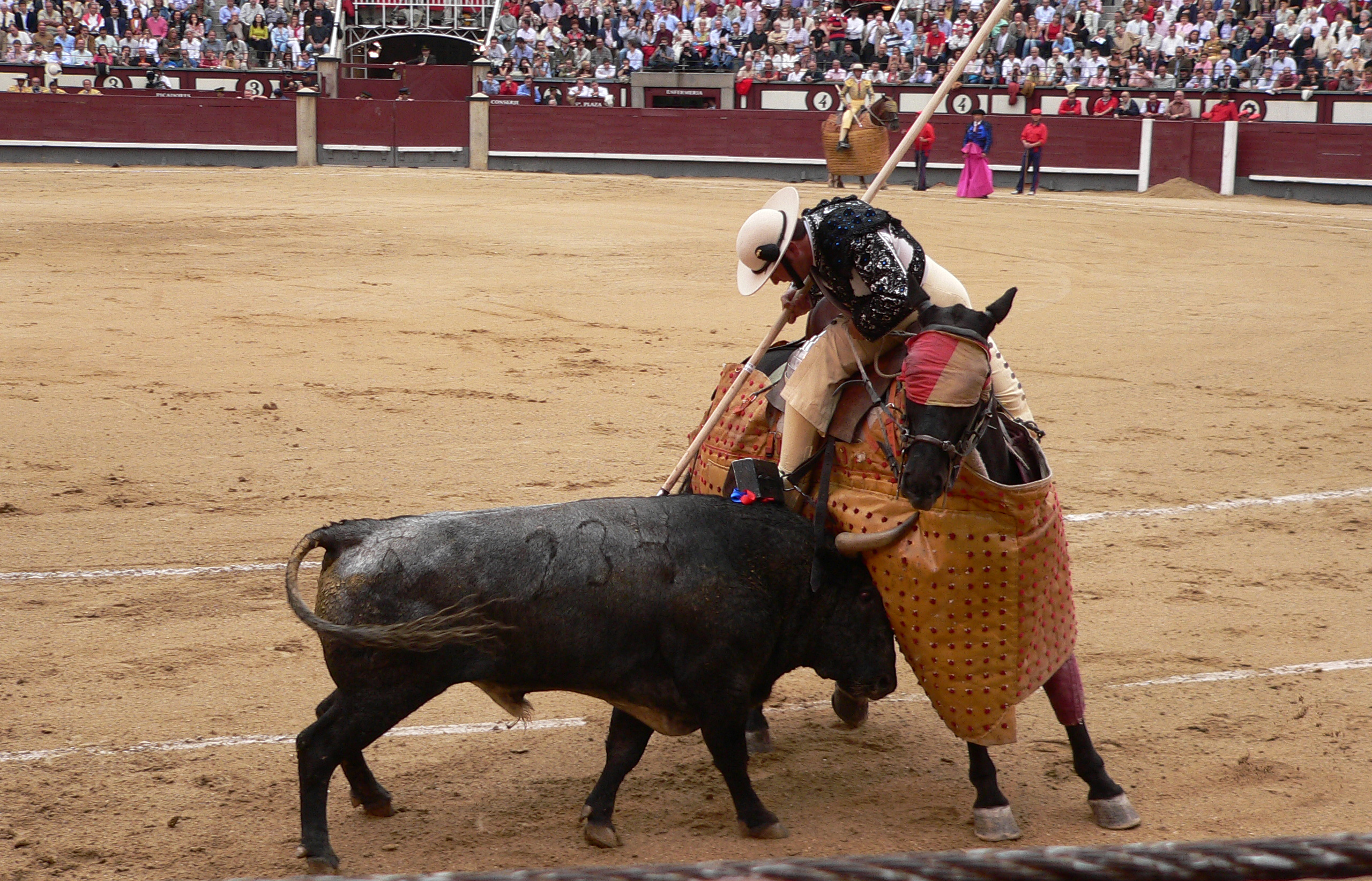
Tercio de piques

La pique est dans une corrida, l’arme du picador. Elle est constituée d'une hampe (vara en espagnol) en bois de hêtre de 2,60 mètres de long environ et de 4 cm de diamètre, terminée par une pointe d'acier, la puya, une pyramide triangulaire de 2,9 cm  de long et d'une largeur de 2 cm à la base de chaque face. Une garde transversale d'acier, la cruceta,  parfois orthographiée cruzeta selon le Dictionnaire Larousse , a pour but d'empêcher la puya de pénétrer trop profondément dans le corps du taureau, elle est obligatoire depuis 1962 . L’extrémité du manche se nomme le regatón. La pique désigne également l’action de piquer le taureau.

## Présentation
La pique a pour but de démontrer la bravoure du taureau (ou son absence de bravoure), de réduire sa force, le calmer et l'amener à baisser sa tête pour permettre le bon déroulement du troisième tercio.
La bravoure du taureau se révèle en fonction de la manière dont il charge le picador. Le taureau brave doit s’élancer de loin : on estime que plus il est brave, plus la distance de laquelle il s’élance sera élevée. À cet effet, sur le sol sont tracés deux cercles concentriques : le premier à sept mètres de la barrière, le second à trois mètres du premier. Lorsqu’il cite (« appelle ») le taureau, le picador doit placer son cheval à proximité immédiate du cercle extérieur, le matador et ses peones devant immobiliser le taureau à l’intérieur du cercle interne. Si le taureau ne charge pas, le picador peut alors se déplacer et le matador peut faire se déplacer le taureau, en espérant qu’en un autre point de la piste, celui-ci chargera. En cas de nouvel échec, on fait une troisième tentative. En cas de troisième échec, il n’est plus tenu compte des cercles. Le taureau que l’on est obligé de piquer dans ces conditions fait preuve d’un manque de bravoure qui le condamnerait aux banderilles noires… si elles étaient utilisées comme elles devraient l’être.
La distance de trois mètres délimitée par les deux cercles est une distance minimum. Le taureau réellement brave s’élancera au premier appel du picador, depuis une distance largement supérieure. On voit parfois des taureaux se ruer sur le cheval depuis l’autre extrémité de la piste.
La bravoure du taureau se révèle également dans sa manière de pousser le cheval : en « mettant les reins » (c’est-à-dire en poussant « d’un seul bloc »), sans « faire chanter l’étrier » (sans agiter la tête de bas en haut ou de droite à gauche, faisant ainsi du bruit en cognant ses cornes contre l’étrier).
Le picador doit appliquer la pique à la base du morillo (bosse charnue située à la base du cou), sans vriller, sans se reprendre.
Lorsque le taureau a chargé le picador et pousse le cheval, les peones et le matador interviennent au quite : ils éloignent le taureau du cheval. Le matador fait alors quelques passes de capote, afin de vérifier l’effet de la dernière pique sur le taureau. Lors des quites les matadors interviennent chacun leur tour : que le taureau soit brave et fort, que les matadors soient inspirés, que le public soit réceptif, alors les quites deviennent de véritables « concours » entre les trois matadors, ceux-ci essayant d’effectuer les passes de capote les plus belles, les plus élégantes, les plus spectaculaires…
En principe, il est appliqué deux piques minimum (il n’y a pas de maximum), mais en cas de taureau faible, le président peut réduire ce nombre à une seule. Lorsque par chance, le taureau fait preuve d’une bravoure exceptionnelle, une pique supplémentaire est parfois donnée avec le regatón : le picador prend sa pique à l’envers, et « pique » avec l’extrémité du manche, le regatón, et non avec la puya.

## Blessures occasionnées par la pique

### Sur la base du règlement taurin
La cruceta, mot employé dans plusieurs manuels de tauromachie sous cette orthographe,,,  est la garde de la pique. On peut aussi l'écrire cruzeta. Les deux termes semblent acceptables.
Selon Paul Casanova et Pierre Dupuy :« Ce qui fixe mieux les idées sur la réforme de la puya, c'est l'appellation de pique à cruceta (à croisillon), venant de la forme de la croix que donne la garde sur le montant. L'efficacité en est presque absolue en ce qui concerne la pénétration, la garde de 14 cm empêchant l'arme d'entrer au-delà de 8 cm de fer et de corde. »
Belzunce et Mourthé précisent : « À la base de cette pyramide (la puya), un heurtoir de bois entouré de corde collée, de 5 mm de large sur la partie correspondant à chaque arête, de 7 mm à compter du milieu de la base de chaque triangle, 36 mm diamètre à la base inférieure et 75 mm de long. Ce butoir, qui ne suffit pas à empêcher une pénétration trop profonde dans le corps de l'animal, est complété par une garde transversale d'acier (cruceta) dont les branches de formes cylindriques ont une longueur de 52 mm de leur extrémité à la base du heurtoir, et une épaisseur de 8 mm. »
Si l'on ajoute les 36 mm de largeur du heurtoir encordé, au 52 mm X 2 des croisillons, on obtient pour la largeur totale de la garde : 52 + 52 + 36 = 140 mm, soit 14 cm.
Bérard donne des chiffres à peu près identiques en citant l'article 66 du règlement taurin espagnol de 1992, décret royal 176 du 28 février de cette même année, édicté par le ministère de l'intérieur, et modifiant la loi du 4 avril 1991 : « A la base, un heurtoir de bois entouré de corde collée de 5 mm large à partir du centre de la base de chaque triangle (de la puya), de 30 mm de diamètre de diamètre à sa base inférieure et de 60 mm de large, terminé par un croisillon en acier aux bras de forme cylindrique de 50 mm depuis leur extrémité jusqu'à la base du heurtoir, et d'une épaisseur de 8 mm. ». Si l'on ajoute les 30 mm de diamètre du heurtoir encordé aux 50 mm x 2, on obtient : 50 +50+30 = 130 mm, soit 13 cm au lieu des 14 cités plus haut. Toutefois, les picadors, ne pouvant plus vriller avec ce dispositif, exercent parfois, mais pas systématiquement un mouvement de pompage qui agrandit le trou et facilite l'hémorragie, ce que les aficionados contestent bruyamment par une bronca. Au cours des années 60, la partie du public la moins connaisseuse avait pris pour habitude, en France, de protester d'avance dès le début de la pique, même si celle-ci était correctement réalisée le picador étant le mal-aimé de la lidia, injustement, puisque tout abus de sa part est sous la responsabilité du matador. Souvent même, les sifflets commençaient dès l'entrée en piste du picador. Ces pratiques ont disparu depuis les années 80.
Selon Popelin Harté : « Les blessures superficielles qu'entraîne l'usage de la pique sont susceptibles d'une cicatrisation rapide, comme le prouve le cas des taureaux graciés ». Toutefois on ne peut nier qu'il y ait des abus au moment du tercio de piques, (vrillage, pompage pour agrandir le trou) et que ces fautes des picadors sont à mettre sur le compte des matadors qui devraient, par l'exécution rapide de quites, écarter leur taureau du cheval. Le public leur en tient rigueur au moment de la demande de trophées.

### Selon les constats vétérinaires
Cependant, des relevés vétérinaires effectués post-mortem font apparaître des résultats très différents : la profondeur moyenne des blessures constatées est de 20 cm, bien loin des 8,5 cm théoriques, et certaines peuvent atteindre 30 cm de profondeur.
Plusieurs caractéristiques techniques, conformes au règlement, permettent d'infliger ces dommages au taureau. Ainsi, la pointe de la pique, la puya, n'est pas conique, mais en forme de pyramide à trois arêtes acérées,, qui coupent le muscle là où un cône écarterait les fibres musculaires. Le règlement prévoit également que la hampe de la pique présente un alabeo, une torsion vers le bas, qui permet d'attaquer le taureau sous un meilleur angle, plus plongeant,.
D'autre part, même s'il s'agit de pratiques interdites ou désavouées, les picadors ont recours à plusieurs techniques permettant d'obtenir des blessures plus profondes et plus larges que ne le laisseraient supposer la largeur de la puya et l'existence de la cruceta (« marteau-piqueur », ou encore barrenado, « vrille »).
La technique du « marteau-piqueur » ou du « pompage » (en espagnol, mete y saca) est un mouvement d'aller-et-retour de la pique (jusqu'à plus de vingt fois pour une même insertion de pique) selon le principe du marteau-piqueur,. Elle permet, par ces rapides attaques successives, de faire pénétrer la pique bien au-delà des 8,5 centimètres théoriques, en utilisant alors la cruceta pour comprimer la chair du taureau sous le poids du picador et pénétrer plus profondément. Outre la profondeur accrue de la blessure, ce mouvement de marteau-piqueur permet également de multiplier les trajectoires de l'arme : lors de l'application d'une seule pique, on a pu relever ainsi jusqu'à cinq trajectoires différentes. À la différence du barrenado (vrille) ou de la carioca (blocage du taureau), la technique du « marteau-piqueur » n'est nommément interdite ni dans le règlement de l'UVTF, ni dans le règlement national espagnol.